# Thecocarcelia interfrons
Thecocarcelia interfrons là một loài ruồi trong họ Tachinidae.